# Socarenam

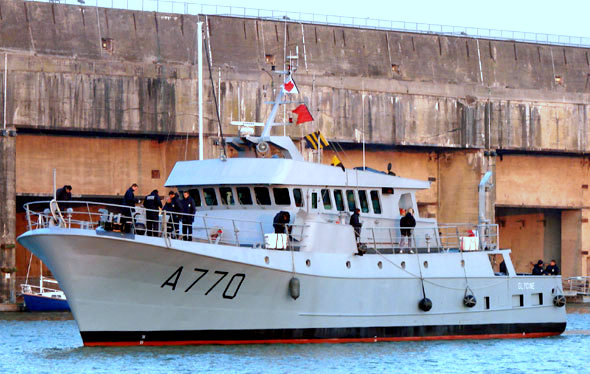
Glycine (A770)

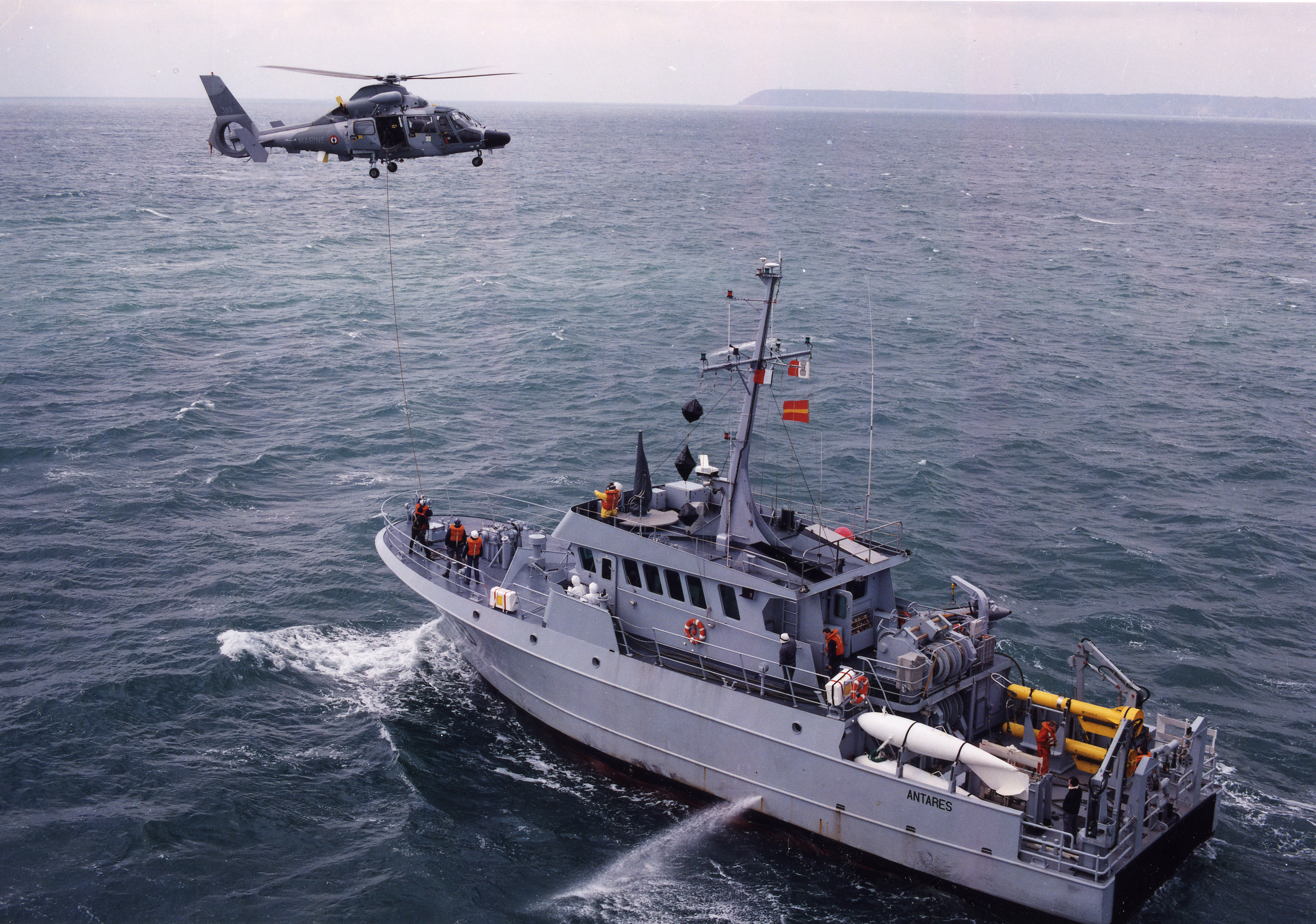
Antarès (M770)

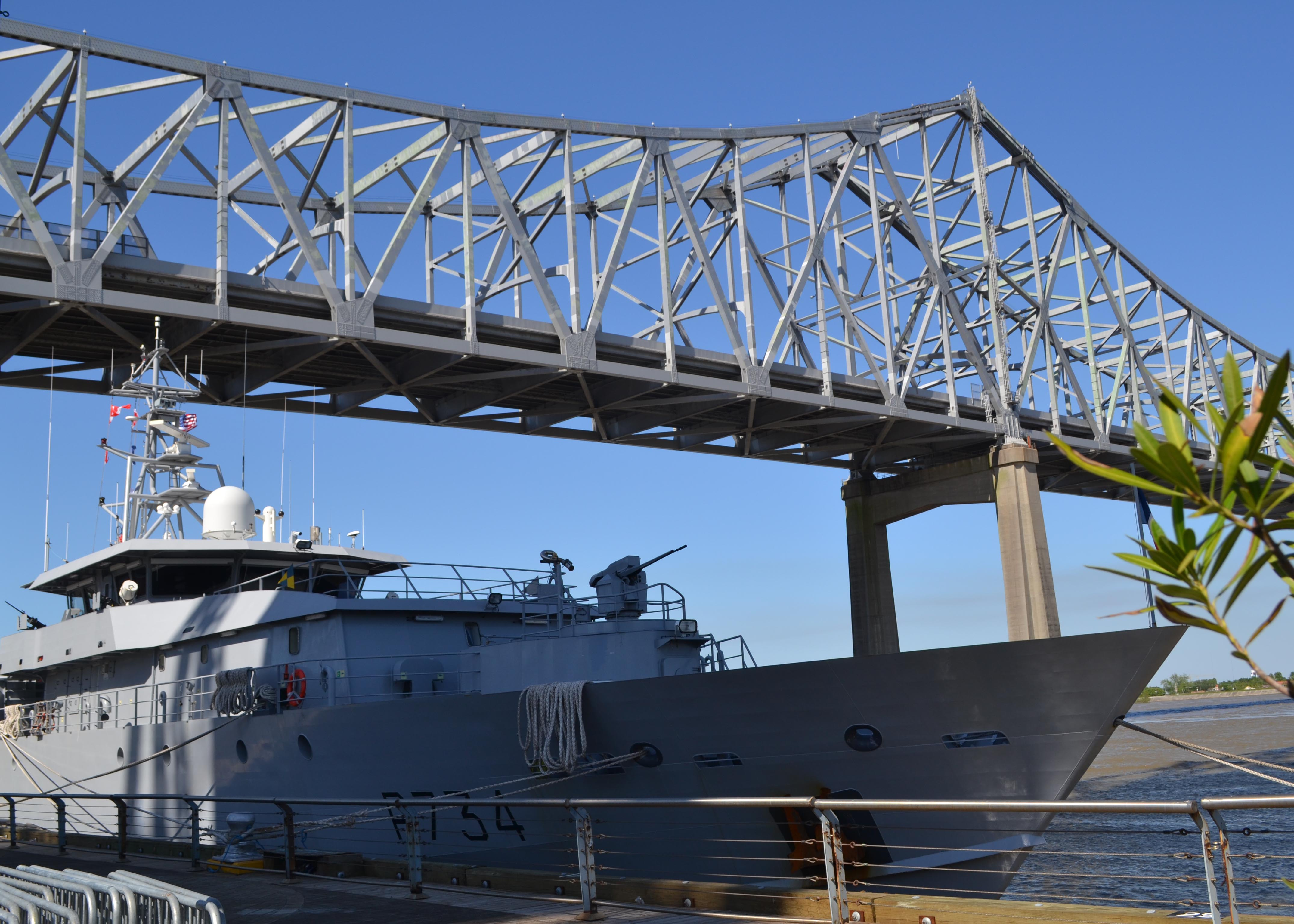
La Résolue (P734)

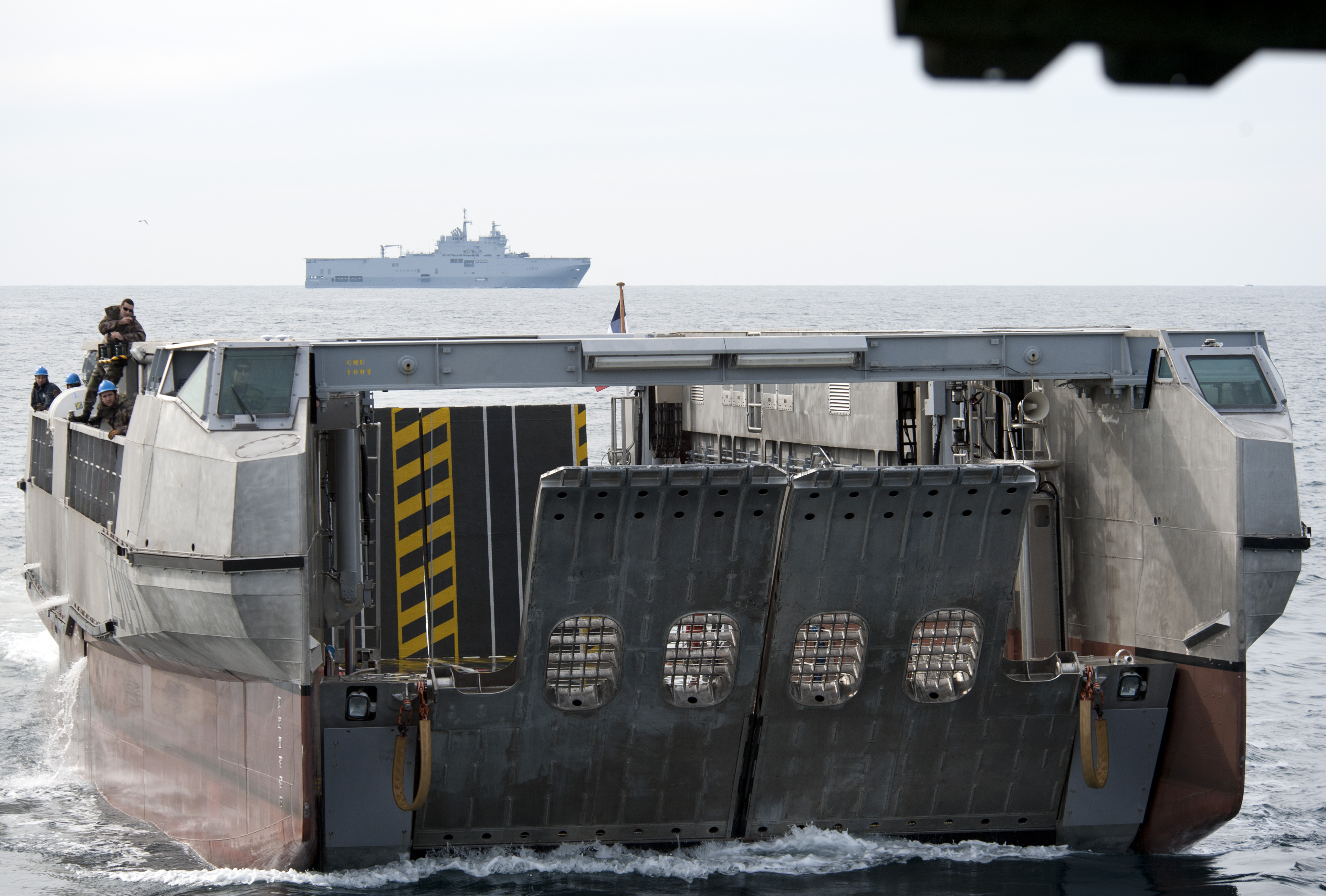
Engin de débarquement amphibie rapide

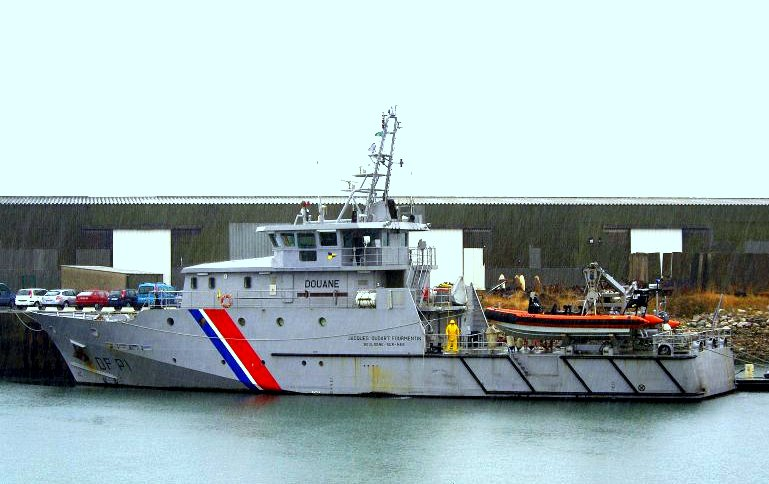

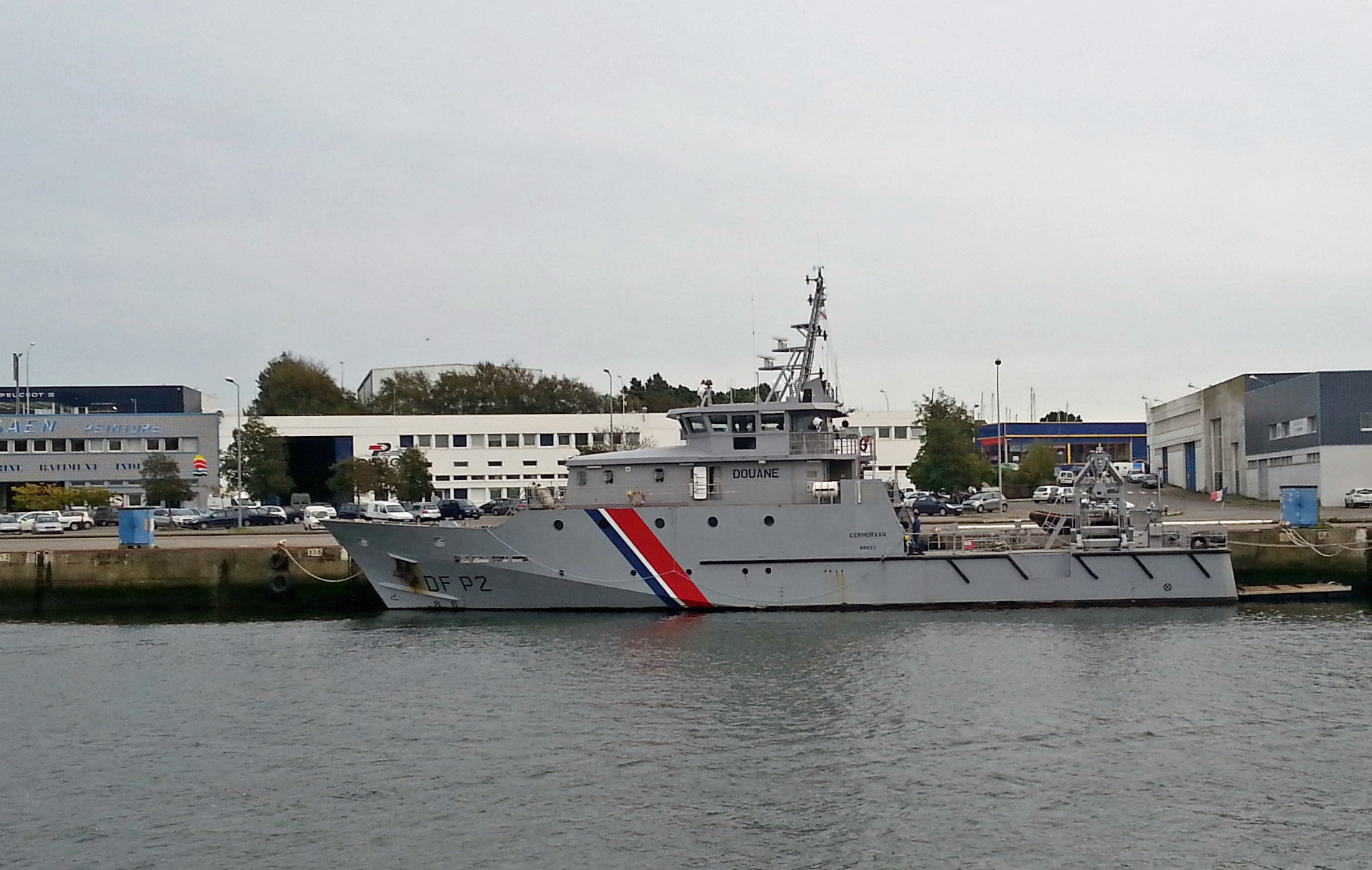

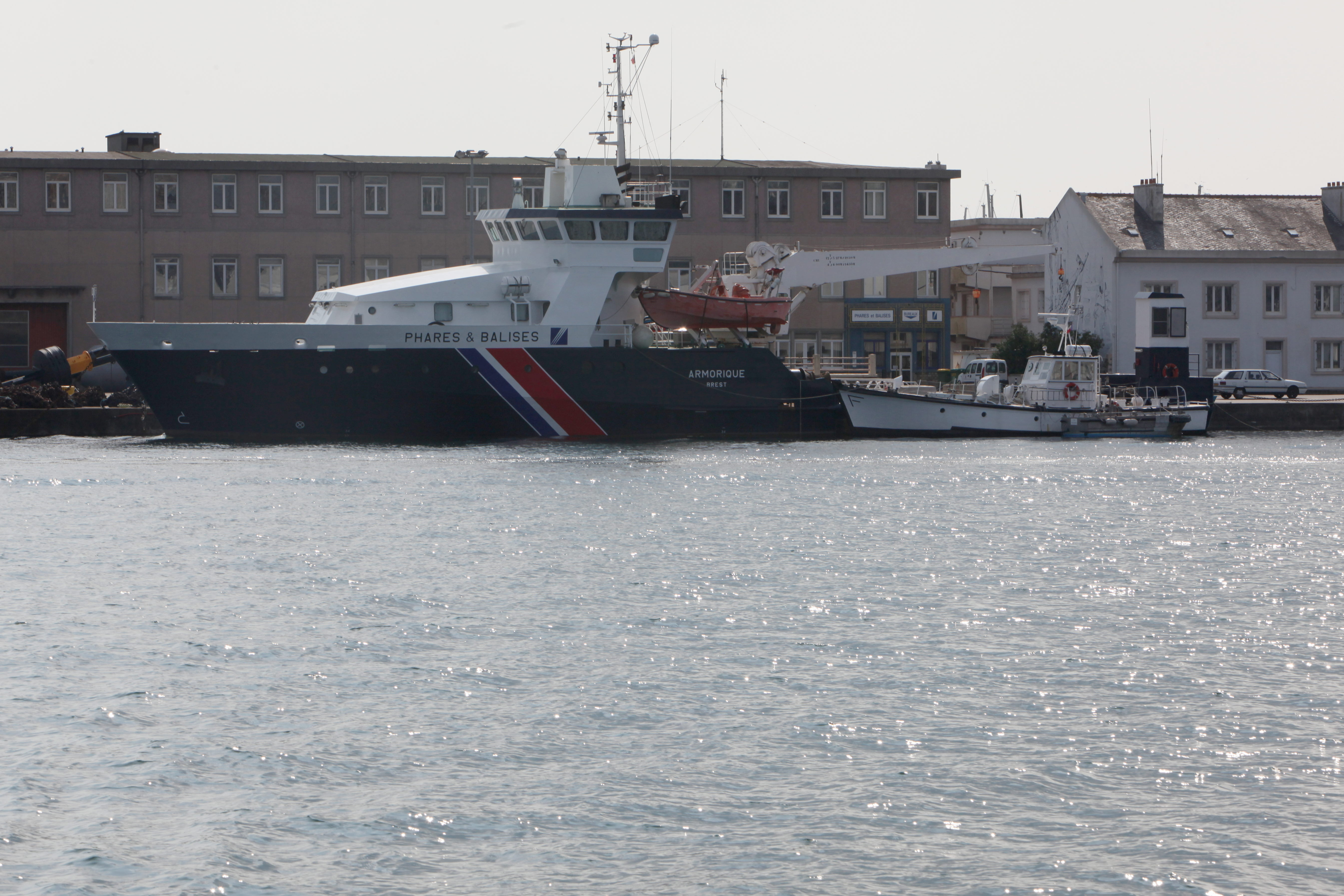

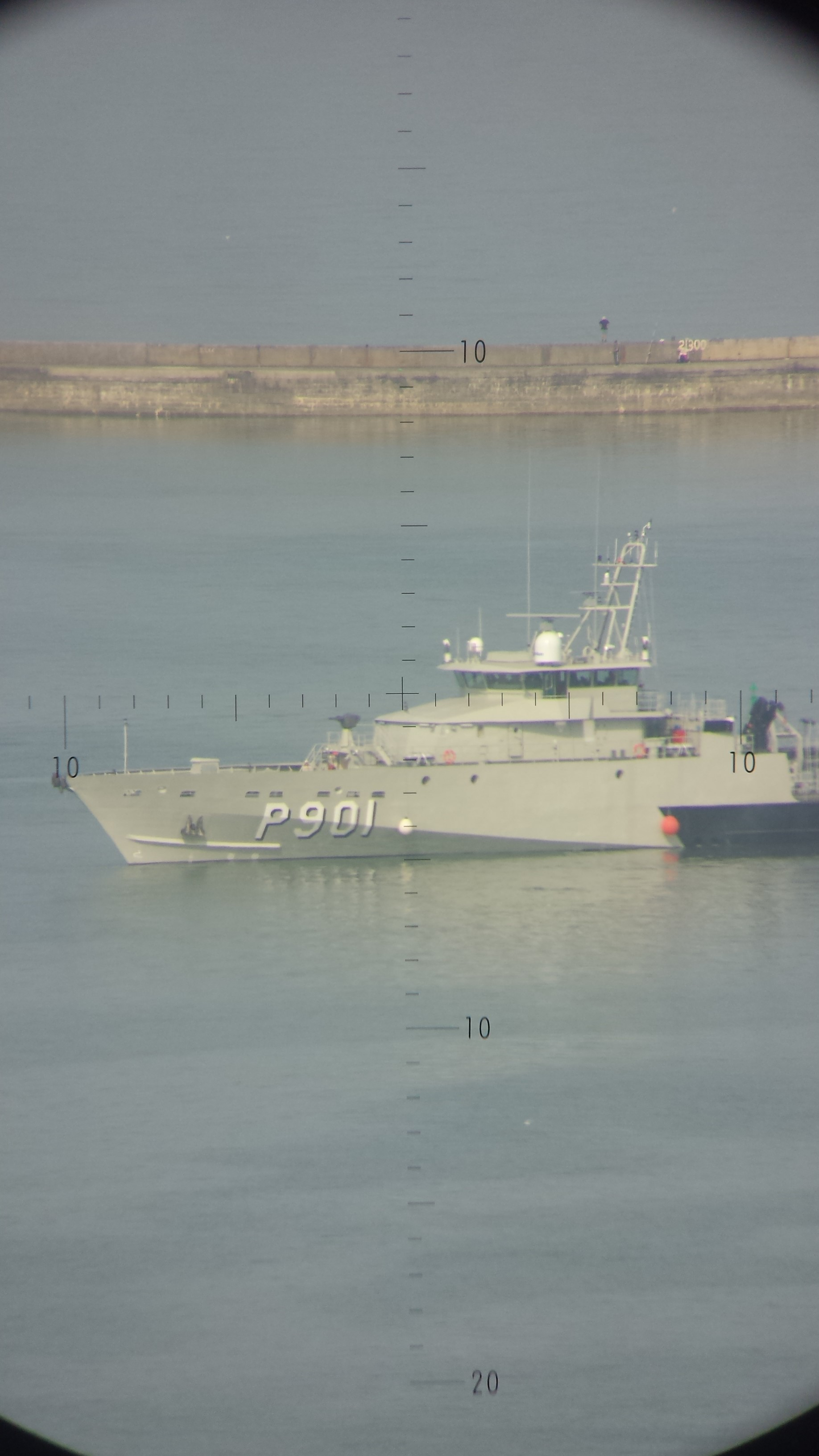

Socarenam è un'azienda francese attiva nel settore delle costruzioni navali, fondata dalla Société Navale Caennaise nel 1961 a Calais. L'azienda è specializzata nella costruzione, manutenzione e riparazione di diversi tipi di navi: navi da pesca, navi civili (passeggeri, fluviali, rimorchiatori, offshore e antincendio) e navi militari destinate a l'action de l'État en mer (ovvero a missioni di guardia costiera).

## Storia
Nel 1961, la Société Navale Caennaise crea la SOciété CAlaisienne de REparation NAval et Mécanique a Calais per la manutenzione delle sue proprie navi.
Nel 1969, la Socarenam si installa a Boulogne-sur-Mer (che diviene anche la sede dell'azienda), sul sito dei cantieri Baheux, famoso costruttore di navi da pesca dell'inizio del XX secolo.
Nel 1973, la Socarenam si installa su un terzo sito, a Dunkerque, per rispondere alla crescente attività di riparazione e manutenzione navale.
Nel 1989, l'azienda madre, la Société Navale Caennaise, decide di vendere le sue filiali, tra cui la Socarenam. La società è quindi acquistata dai dipendenti attraverso un RES (Workers buyout). L'azienda diventa così una SAS appartenente esclusivamente ai suoi dipendenti.
Per diversificare le attività, la Socarenam rileva i cantieri Gamelin di Saint-Malo (nel 2009) e le antiche fonderie Caloin di Étaples (nel 2014).

## Stabilimenti
- Boulogne-sur-Mer
- Calais
- Dunkerque
- Étaples (Socarenam Côte d'Opale)[1]
- Saint-Malo (Socarenam Saint Malo)[2]

## Clientela
Tra i clienti principali figurano, in Europa, solo la propria marina nazionale.
Fuori Europa, in tempi moderni, c'è la marina egiziana con la classe Engin de débarquement amphibie rapide.

## Navi
Navi da pesca
- pescherecci di meno di 20 m
- pescherecci di più di 20 m

Navi militari
- Vedette
  - 1 motovedetta di salvataggio da 12 m
  - 1 motovedetta insommergìbile da 12 m
  - 21 vedette VLI
- Pattugliatori
  - 4 vedette di sorveglianza generale da 28 m (Dogana francese)
  - 2 vedette di sorveglianza generale da 32 m (Dogana francese)
  - 2 navi di sorveglianza generale da 43 m (Jacques Oudart Fourmentin (DF P1) e Kermorvan (DF P2)) (Dogana francese)
  - Fulmar (P 740)
- Pattugliatori d'altura
  - 1 pattugliatore d'altura da 53 m (Jean-François Deniau (DF P3)) (Dogana francese)
  - 2 pattugliatori type Ready Duty Ship da 53 m (Castor (P 901) e Pollux (P 902)) ( Componente marittima dell'armata belga)
  - 3 pattugliatori leggeri da 61 m (classe La Confiance)
- Navi speciali
  - 6 Engin de débarquement amphibie rapide
  - Alizé (A 645)
  - 3 classe Antarès
  - 2 navi scuola BIN (Glycine e Églantine)

Navi civili
- Navi passeggeri
  - Traghetti fluviali della Senna
  - Traghetto fluvialo della Gironda
- Navi di servizio e idrografiche
  - 2 catamarani idrografici (Bibby Tethra e Bibby Athena)
  - 1 nave multifunzione Sirius
  - 2 navi supporto boe type Armorique (Armorique e Hauts de France)
  - 1 draga a benna
  - 5 pontoni gru galleggianti ( Marine nationale)
- Rimorchiatori - spintori
  - 4 rimorchiatori costieri type RP 10 ( Marine nationale)
  - 11 rimorchiatori costieri type RPC 12 ( Marine nationale)
  - 2 rimorchiatori costieri type RP 50 (Estérel e Lubéron) ( Marine nationale)
- Battelli fluviali
  - 8 spintori fluviali
  - 1 rimorchiatore fluviale per la Police nationale
- Navi offshore
  - 2 navi MPSV (Bourbon Enterprise e Bourbon Supporter)
  - 2 chiatte di supporto di draga
- Navi antincendio
  - 2 chiatte d'incendio di rada (pompieri di marina)
  - 2 motobarchepompa type Las (Las e Douffine) (pompieri di marina)
  - 1 nave pompa Capitaine de corvette Paul Brutus (pompieri di Marsiglia)